# Jill Holterman
Jill Holterman (Zaandam, 11 september 1991) is een Nederlandse atlete, gespecialiseerd in de lange afstand.

## Biografie
Holterman groeide op in de Zaanstreek. In 2014 behaalde zij haar master arbeidsrecht aan de Universiteit van Amsterdam. Na haar studie werd ze advocate bij een Alkmaars advocatenkantoor, waar ze zich specialiseerde in arbeids-, contract- en sportrecht.

### Sportieve carrière
Op twaalfjarige leeftijd werd Holterman lid van AV Zaanland, waar ze zich richtte op het hardlopen. Zij werd in 2010 tweede tijdens het NK Baan voor junioren op 1500 en 3000 meter, en in hetzelfde jaar won ze de NK 10km op de weg.
Na een aantal jaren getraind te hebben bij Team Distance Runners (TDR) stapte zij in 2017 over naar trainer Gerard van Lent.
In 2018 maakte Holterman deel uit van het Nederlandse team dat de gouden medaille pakte in het landenklassement voor vrouwen senioren bij de Europese kampioenschappen veldlopen.

### Olympische Spelen
In september 2019 besloot Holterman haar maatschappelijke carrière als advocate stil te zetten om zich volledig te richten op haar sportcarrière, met als belangrijkste doel de marathon bij de Olympische Zomerspelen 2024 in Parijs te halen.
In maart 2020 plaatste zij zich via de halve marathon bij de City-Pier-City Loop in Den Haag voor het Europese Kampioenschap van dat jaar, dat in Parijs zou plaatsvinden. Het evenement werd echter vanwege de coronapandemie afgelast.
Zij besloot zich daarom te richten op de verlate Olympische Zomerspelen van 2020 in Tokio. Tijdens de Mission Marathon op Twente Airport in april 2021 verraste ze door met een tijd van 2:28.18 onder de limiet te lopen, waarmee ze zich plaatste voor de Spelen. Op 7 augustus 2021 kwam ze tijdens een zeer warme olympische marathon in Sapporo als 63e van de 88 deelnemers over de finish met een tijd van 2:45.27, ruim 18 minuten na de Keniaanse winnares Peres Chepchirchir. Het was voor Holterman pas haar derde marathon die ze gelopen had.
In 2024 wist ze zich niet te plaatsen van voor de Olympische Zomerspelen van 2024 in Parijs. 

### Privéleven
Holterman is sinds 2018 getrouwd met de atleet Ronald Schröer.

## Persoonlijke records
Baan
| Onderdeel | Prestatie | Datum        | Plaats     |
| --------- | --------- | ------------ | ---------- |
| 1500 m    | 4.18,59   | 2 juni 2017  | Utrecht    |
| 3000 m    | 9.21,43   | 1 juni 2018  | Utrecht    |
| 5000 m    | 15.47,31  | 16 juni 2017 | Wageningen |
| 10.000 m  | 33.37,80  | 7 april 2018 | Braga      |

Weg
| Onderdeel      | Prestatie | Datum         | Plaats   |
| -------------- | --------- | ------------- | -------- |
| 10 km          | 32.15     | 7 maart 2021  | Berlijn  |
| halve marathon | 1:11.41   | 8 maart 2020  | Den Haag |
| marathon       | 2:28.18   | 18 april 2021 | Enschede |

## Palmares

### 5000 m
- 2017:  NK - 16.16,50
- 2018:  NK - 16.16,27

### 10.000 m
- 2018:  NK - 33.43,38

### 10 km
- 2011: 8e NK - 35.02
- 2012:  NK - 34.20
- 2013:  NK - 33.53
- 2015: 10e NK - 34.48
- 2017: 6e NK - 34.06
- 2018:  NK - 33.35
- 2021: 4e 10k Invitational III in Berlijn - 32.15
- 2023:   Big 10 te Rotterdam - 32.34
- 2024: 13e Great Manchester Run - 34.07

### 15 km
- 2022: 8e Zevenheuvelenloop - 49.09

### 10 Engelse mijl
- 2023: 9e Dam tot Damloop - 54.37

### halve marathon
- 2017: 5e City-Pier-City Loop - 1:16.36
- 2017: 8e halve marathon van Egmond - 1:16.41
- 2018: 6e halve marathon van Egmond - 1:15.21
- 2018: 5e City-Pier-City Loop - 1:13.52
- 2019: 5e NK in Venlo - 1:20.24
- 2020: 4e City-Pier-City Loop - 1:11.41
- 2022: 10e Bredase Singelloop - 1:14.53
- 2024: 4e halve marathon van Egmond - 1:12.38
- 2024: 8e City-Pier-City Loop - 1:12.55

### marathon
- 2020: 9e marathon van Valencia - 2:34.52
- 2021: 6e marathon van Twente-Airport - 2:28.18
- 2021: 63e Olympische Spelen 2020 in Tokio - 2:45.27
- 2024: 8e NK te Rotterdam - 2:44.59

### overige afstanden
- 2012: 10e Dam tot Damloop - 56.27
- 2015: 15e Dam tot Damloop - 57.27
- 2017: 10e Dam tot Damloop - 55.53
- 2019: 9e Dam tot Damloop - 58.27
- 2019: 7e Zevenheuvelenloop - 51.17
- 2022: 9e Dam tot Damloop - 54.56

### veldlopen
- 2018:  EK veldlopen (lange cross teams) in Tilburg
- 2018: 68e EK veldlopen (lange cross individueel) in Tilburg

- World Athletics: 14370468